# Juda Halevi
Pour les articles homonymes, voir Halevi.
Rabbi Juda (Yehouda) ben Shmouel ibn Alhassan haLévi, rabbin, philosophe, médecin et poète séfarade, né à Tudela dans l'émirat de Saragosse vers 1075, surnommé le Chantre de Sion. Auteur du Kuzari, il laisse huit cents poèmes dont les Odes à Sion, à sa mort vers 1141.

## Biographie
Judah Halevi  perd très jeune ses parents. Il se rend à Lucena (près de Cordoue) pour étudier le Talmud et la grammaire hébraïque auprès du maître de l'Académie rabbinique de la ville, rabbi Isaac el-Fassi (dit le Rif), une sommité rabbinique de l'époque. Il rejoint Tolède pour y poursuivre des études philosophique et de médecine. Il parcourt l’Espagne en proie aux guerres entre chrétiens et Berbères almoravides venus du Maroc en 1090. Il descend au pays d'al-Andalûs afin d'y compléter ses études dans les centres culturels. Il remporte une compétition de poésie à Cordoue, puis rencontre à Grenade les poètes séfarades Moïse ibn Ezra et Abraham ibn Ezra, avec lesquels il sera lié sa vie durant. A l'imitation d'Ibn Ezra, « il se laisse gagner par le doux hédonisme qui marquait alors la production poétique hébraïque » et compose également pour les dignitaires et les notables.
La situation des Juifs se dégrade à travers les persécutions des Almoravides qui dispersent les poètes de Grenade. Juda Halevi quitte la ville et reprend ses voyages qu'il poursuivra pendant vingt ans, errant d'une ville à l'autre, « se cherchant dans cette grande dispute entre les religions dont l’Andalousie était le théâtre ». Il se rend auprès du vizir juif Abraham ibn Kamnial à Séville et du maître talmudique Joseph ibn Migash à Lucène. Il pratique à contrecœur la médecine à Tolède, alors redevenue chrétienne, où sa poésie traduit ses préoccupations pour son peuple pris entre les musulmans et les chrétiens. 
« En 1108, le protecteur de Halevi, Salomon ibn Ferrizuel, est assassiné. De même, en 1109, un an après la mort du roi Alphonse VI, des pogroms sont perpétrés contre les Juifs en Castille ». Il quitte Tolède en 1109 avec son ami Abraham ibn Ezra. Ils poursuivent alors leurs voyages à travers l’Espagne musulmane, notamment à Cordoue « où il aurait abandonné la médecine pour le commerce » et l’Afrique du Nord où ils visitent les centres de culture. « Les deux hommes sont bouleversés par les malheurs qui se succèdent et perturbent le rêve d’intégration religieuse et culturelle qu’ils avaient caressé en se posant, pour un moment, pour les arbitres des querelles entre chrétiens et musulmans... L’Andalousie se révélait une aire de heurts et de guerres plutôt que de rencontres et de réconciliations... Les Berbères almohades se montrent plus intolérants et intraitables que les Almoravides. Ils ne reprennent pas une ville sans convertir ou massacrer ses habitants. Le judaïsme andalou, qui s’était épanoui sous le régime éclairé des Omeyyades, succombe aux persécutions des Berbères qui mêlent juifs et chrétiens dans une même haine de l'Infidèle ». Juda Halevi exprime sa souffrance dans ses élégies.
Lassé de la poésie de cour et face à « la ruine de Grenade, la déliquescence de Tolède et l’intolérance de Cordoue », il exploite alors la veine messianique du judaïsme. Il rêve de la restauration de Jérusalem et prie pour la venue du Messie censé la relever de ses ruines, qu'il prédit pour 1130.
Partisan du retour à Sion, Juda Halevi arrive à Alexandrie où la communauté juive l’accueille chaleureusement, puis au Caire où il meurt en 1141 avant d’avoir pu s’embarquer pour la Palestine. La légende le fait mourir aux portes de Jérusalem sous les sabots d'un cavalier arabe.

## Œuvre
Agacé par l'attrait qu'exercent christianisme, islam et philosophie jusqu'au sein du peuple juif, il rédige vers 1140, à la fin de sa vie son grand-œuvre, rédigée en arabe Kitab alhuyya wa-l-dalil fi nusr al-din al-dhalil, en français, le Livre de l'argumentation pour la défense de la religion méprisée, plus connue sous le nom que lui a donné son traducteur Juda ibn Tibbon, le Kuzari en réponse aux questions d'un karaïte dira-t-il, s'inspirant de la conversion au judaïsme du roi des Khazars et de son peuple quatre siècles auparavant. Il rejette aussi bien la pratique de la philosophie que celle du kalâm ou théologie rationnelle.
Il est aussi l'auteur d'élégies, regroupées sous le nom de « Sionides » (ou Chants de Sion), basés sur les poèmes de nostalgie pour le pays ou la ville aimée, ici Sion, dont certaines sont reprises dans la liturgie traditionnelle du 9 av, qui commémore la chute du temple de Jérusalem. L’une de ces odes, Tsion halo tishali (« Sion, que ne t’enquiers-tu pas »), bien que non composée dans un but liturgique à l’origine, a cependant intégré le rituel de l’ensemble des congrégations juives. Celle-ci a également été mise en musique sous de multiples mélodies et appartient au répertoire des chansons populaires.

#### Traductions
- Le Kuzari, Apologie de la religion méprisée (introduction, annotation et traduction du texte original arabe confronté avec la version hébraïque) par le Grand Rabbin Charles Touati, éditions Peeters et éditions Verdier, Louvain et Paris, 1994, 272 p. (et réédité aux éditions Peeters en 2006).

#### Études sur Juda Halevi
- Dan Arbib, « Philosophie et révélation dans le Kuzari de Juda Hallévi », Revue des sciences philosophiques et théologiques, vol. 1, no 99, 215, p. 3-24 [lire en ligne].
- Simon Dubnow, Manual de la Historia Judía (en espagnol), Buenos Aires, Editorial Sigal, 1977.
- Masha Itzhaki, Flore Abergel (trad.), Juda Halévi : D'Espagne à Jérusalem : (1075?-1141), éd. Albin Michel, collection « Présences du judaïsme », 1997  (ISBN 978-222608920-5).
- (en) David J. Malkiel, « Three perspectives on Judah Halevi's voyage to Palestine », Mediterranean Historical Review, vol. 25, no 1,‎ juin 2010, p. 1–15 (ISSN 0951-8967 et 1743-940X, DOI 10.1080/09518967.2010.494091, lire en ligne).
- Dan Scher, Juda Halevi , Penseur de Sion, MATANEL 2012. Lire en ligne